# Pseudendestes robertsi
Pseudendestes robertsi là một loài bọ cánh cứng trong họ Zopheridae. Loài này được Lawrence miêu tả khoa học năm 1980.